# San Francisco de Macaira (paroisse civile)
Pour les articles homonymes, voir San Francisco (homonymie) et Macaira.
San Francisco de Macaira est l'une des sept paroisses civiles de la municipalité de José Tadeo Monagas dans l'État de Guárico au Venezuela. Sa capitale est San Francisco de Macaira.

## Géographie

### Démographie
Hormis sa capitale San Francisco de Macaira, la paroisse civile comporte plusieurs localités, dont :
- Jabillal
- Las Mercedes
- Peleojo
- Portachuelo
- San Francisco de Macaira
- Turmerino
- Valle de Macaira